# ليندا آن وارد
ليندا آن وارد هي متزلجة فنية كندية، ولدت في 24 مايو 1947 في Puslinch, Ontario ‏ في كندا.

## وصلات خارجية
- ليندا آن وارد على موقع أوليمبيديا (الإنجليزية)